# Rafael Torres Campos
Rafael Torres Campos (Almeria, 1853 - París, 26 d'octubre de 1904) fou un geògraf espanyol, pare de l'arabista Leopoldo Torres Balbás. La seva tasca pren especial rellevància puix que va significar la introducció dels corrents geogràfics moderns geogràfics europeus i americans a Espanya i especialment de la geografia moderna francesa. Així mateix, la seva dilatada dedicació a l'ensenyament d'aquesta disciplina comportarà la creació d'un cos d'idees i mètodes que han servit d'influència i inspiració a posteriors geògrafs.

## Biografia
Es traslladà a Madrid el 1868. Es llicencià a la Universitat Central de Madrid en ple sexenni democràtic. Allí contactà amb Francisco Giner de los Ríos i el 1876 formà part de la Institución Libre de Enseñanza com de la Sociedad Geográfica de Madrid. El 1878 va aprendre a París els mètodes d'Emile Levasseur per a la metodologia de l'ensenyament de la geografia. El 1882 fou mestre a l'Escola Femenina de Mestres i a l'Asociación para la Enseñanza de la Mujer. El 1891 representà Espanya al Congrés Internacional de Berna i contactà amb les idees de la geografia regional de Paul Vidal de la Blache. El 1895 representaria novament Espanya al Congrés Internacional de Londres.
Durant la guerra hispano-estatunidenca (1898) fou encarregat d'adquirir provisions per a les tropes a França i Alemanya, alhora que donava classes a l'Ateneo de Madrid. El 1901 fou nomenat membre de la Reial Acadèmia de la Història.

## Idees científiques i pensament geogràfic
El contacte de Torres Campos amb la filosofia krausista primer, i amb la Institución Libre de Enseñanza després, van a influir notablement en la seva concepció del món i per extensió en les seves consideracions sobre la Geografia.
En aquest sentit, i seguint les directrius institucionistes, la Geografia és per a Torres Campos un coneixement educador, d'educació interior i d'educació social: d'educació interior, puix que el contacte amb el geogràfic, la naturalesa i el paisatge, serveixen per reconèixer el codi ètic del comportament humà, ja que, en paraules seves: «eixampla les idees i ens dona justa noció de la nostra situació i el nostre valor al món, investigant les causes físiques, topogràfiques i etnogràfiques que influeixen en la marxa de la humanitat i en els seus progressos»; d'educació social perquè «és, a més d'això -contínua dient Torres Campos-, ciència que guia l'evolució pràctica dels pobles, serveix per resoldre problemes socials i ensenya a treure partit del planeta.»
D'aquí la seva preocupació per articular una metodologia geogràfica que, necessitada d'una renovació, deixés de ser presa dels manuals i «sigui –assenyala- de coses i no de paraules i termes repetits sense comprendre'ls;... no valen moltes lliçons el que qualsevol viatge» (Torres Campos, 1882, p. 9). Un referent més per documentar l'origen de les excursions escolars i els viatges d'estudi en el mètode educatiu de la ILE, és a dir: comprendre in situ les institucions dels pobles i la seva organització social, sense descurar el costat estètic de l'educació.

## Obres
- Conferencia sobre viajes escolares, Madrid, Imprenta de Fortanet, 1882, 55 págs.
- La reforma en la enseñanza de la mujer y la reorganización de la Escuela Normal Central de Maestras, Madrid, Establecimiento Tipográfico de “El Correo”, 1884, 46 págs.
- Estudios geográficos, Prólogo de Francisco Coello, con los siguientes artículos: "La campaña contra la esclavitud y los deberes de España en África", págs. 1-36, "El Congreso y la Exposición de Geografía de París en 1889", págs. 37-78, "Portugal e Inglaterra en el África Austral", págs. 79-124, "El reparto de África según los últimos tratados", págs. 125-177, "Los problemas del Mediterráneo", págs. 178-212, "El Congreso y la Exposición de Geografía de Berna", págs. 213-278, "La cuestión de Melilla", págs. 279-330, "Nuestros ríos", págs. 331-416, "Recuerdos de la montaña", págs. 417-432 y "Un viaje al Pirineo", págs. 433-469, Madrid, Establecimiento Tipográfico de Fortanet, 1895.